# Laki (vulcão)
Laki ou Lakagígar (Crateras de Laki) é um fissura vulcânica no sul da Islândia, não muito longe do cânion de Eldgjá e da pequena cidade de Kirkjubæjarklaustur no Parque Nacional Skaftafell. Lakagígar é o nome correto, pois a própria montanha de Laki em si não entrou em erupção, enquanto fissuras se abriam em cada lado dela. Lakagígar faz parte de um sistema vulcânico centrado no vulcão Grímsvötn e inclui o vulcão Thordarhyrna. Encontra-se entre as geleiras de Mýrdalsjökull e Vatnajökull, em uma área de fissuras que correm em direção sudoeste-nordeste.
O sistema vulcânico entrou em erupção violentamente ao longo de um período de oito meses entre junho de 1783 e fevereiro de 1784, incluindo a fissura de Laki e o vulcão adjacente Grímsvötn, despejando uma estimativa de 42 bilhões de toneladas de lava de basalto e nuvens de ácido fluorídrico venenoso e compostos de dióxido de enxofre que contaminaram o solo, levando à morte de mais de 50% da população de animais da Islândia e à destruição da vasta maioria das plantações, prejudicando as colheitas. Isso levou a uma escassez de alimentos que matou aproximadamente 25% da população humana da ilha. Os fluxos de lava também destruíram 20 aldeias.
A erupção de Laki e suas consequências causaram uma queda nas temperaturas globais, enquanto 120 milhões de toneladas de dióxido de enxofre foram expelidas no hemisfério norte. Isso causou a destruição das plantações e prejudicou a colheita na Europa além de ter causado secas no norte da África e em partes da Ásia.

## Erupção de 1783
Em 8 de junho de 1783, uma fissura de 25 quilômetros com 130 crateras se abriu com explosões por causa das águas subterrâneas interagindo com o crescente magma de basalto. Ao longo de alguns dias, as erupções tornaram-se menos explosivas, de caráter estromboliano e mais tarde havaiano, com altas taxas de efusão de lava. Este evento é classificado como nível 4 no Índice de Explosividade Vulcânica, mas a emissão aerossóis sulfúricos por oito meses resultou em um dos mais importantes eventos climáticos e socialmente repercussivos do último milênio.
A erupção, também conhecida como Skaftáreldar ("incêndios de Skaftá") ou Síðduren foi classificada como nível 6, e produzia cerca de 14 quilômetros cúbicos de lava de basalto e o volume total de tefra emitido era de 0,91 quilômetros cúbicos. Estima-se que as fontes de lava atingiram alturas de 800 a 1400 metros. Os gases foram transportados pela coluna de erupção convectiva e alcançaram cerca de 15 quilômetros de altura.
A erupção continuou até 7 de fevereiro de 1784, mas a maior parte da lava foi ejetada nos primeiros cinco meses. O vulcão Grímsvötn, do qual a fenda Laki se estende, também estava em erupção na época, de 1783 até 1785. O derramamento de gases, incluindo uma estimativa de 8 milhões de toneladas de fluoreto de hidrogênio e uma estimativa de 120 milhões de toneladas de dióxido de enxofre, deram origem ao que desde então se tornou conhecido como a "neblina Laki " em toda a Europa.

### Consequências na Islândia
As consequências na Islândia, também conhecidas como "dificuldades da neblina", foram desastrosas. Estima-se que 20–25% da população islandesa morreu intoxicada por flúor e pela fome após a erupção das fissuras. Cerca de 80% das ovelhas, 50% dos bovinos e 50% dos cavalos morreram devido a fluorose dentária e fluorose óssea por causa das 8 milhões de toneladas de ácido fluorídrico que foram liberadas na erupção.

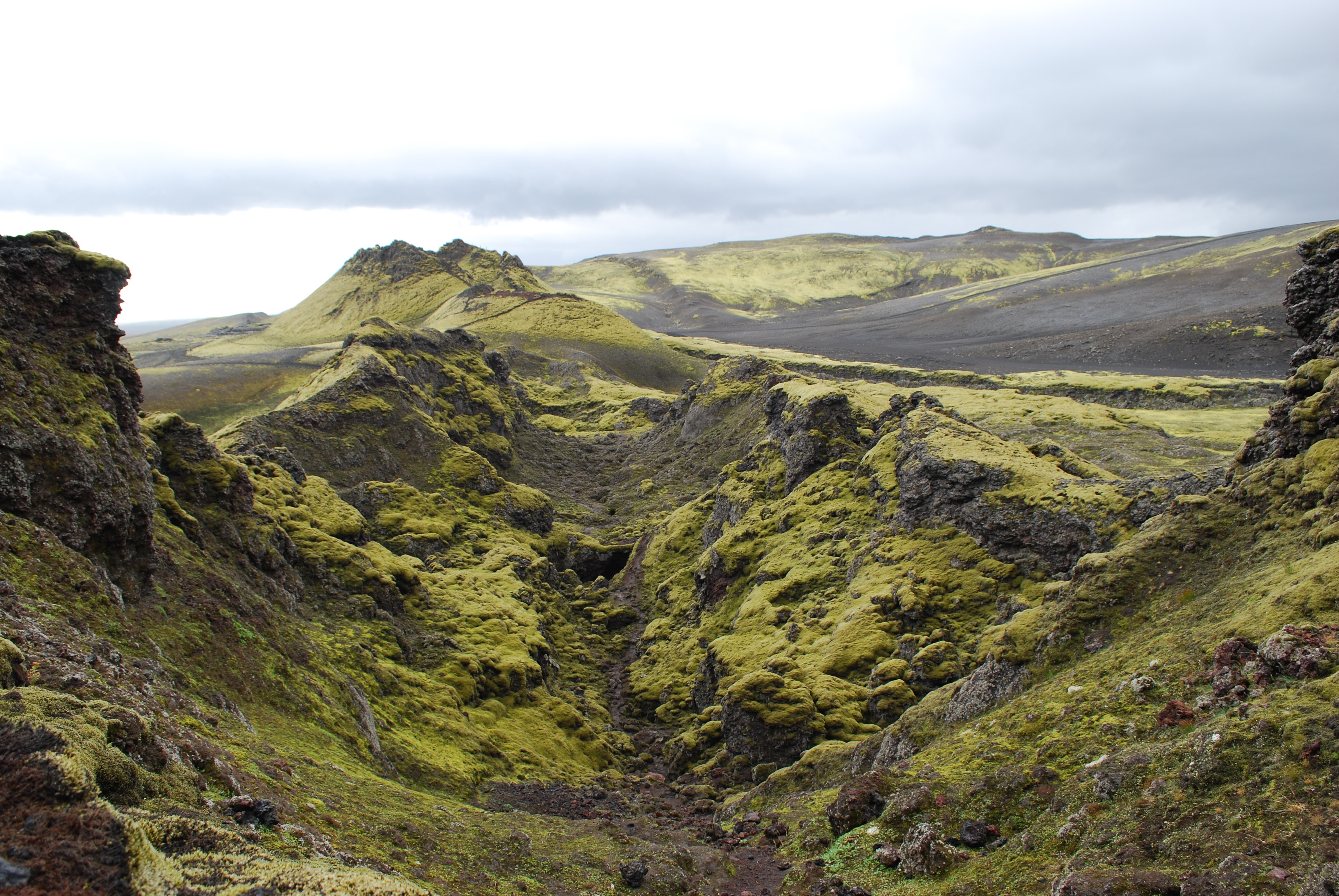
Centro da fissura de Laki.

### Consequências nas regiões de monções
Há evidências de que a erupção de Laki enfraqueceu as circulações das monções indianas e africanas e levou a uma precipitação diária entre 1 e 3 milímetros inferior à normal em relação ao Sahel da África, resultando, entre outros efeitos, um baixo fluxo no rio Nilo. A fome resultante que afligiu o Egito em 1784 custou-lhe cerca de um sexto de sua população. A erupção também afetou o sul da península Arábica e a Índia.

### Consequências na Europa
Estima-se que 120 milhões de toneladas de dióxido de enxofre foram emitidas pelo vulcão, cerca de três vezes a produção industrial europeia anual total em 2006 (mas entregue em altitudes mais elevadas, portanto mais persistentes) e equivalente a seis vezes a erupção total do Monte Pinatubo em 1991. Essa emissão de dióxido de enxofre durante condições climáticas incomuns causou uma espessa neblina que se espalhou pela Europa Ocidental, resultando em milhares de mortes durante o restante de 1783 e o inverno de 1784.
O verão de 1783 foi o mais quente já registrado, e uma rara zona de alta pressão sobre a Islândia fez os ventos soprarem para o sudeste. A nuvem venenosa chegou a Bergen no reino da Dinamarca e Noruega, depois se espalhou para Praga no Reino da Boêmia (hoje a República Tcheca) em 17 de junho, chegou a Berlim em 18 de junho, em Paris em 20 de junho, Le Havre em 22 de junho e na Grã-Bretanha em 23 de junho. O nevoeiro era tão denso que os barcos permaneceram nos portos, incapazes de navegar, e o sol foi descrito como "cor de sangue".
Inalar o gás de dióxido de enxofre faz com que as vítimas sufoquem à medida que o tecido pulmonar interno incha, o gás reage com a umidade nos pulmões e produz ácido sulfuroso. A taxa de mortalidade local em Chartres subiu 5% entre agosto e setembro, com mais de 40 mortos. Na Grã-Bretanha, os registros mostram que a maioria das mortes estavam entre os trabalhadores ao ar livre, a taxa de mortalidade em Bedfordshire, Lincolnshire e na costa leste era talvez duas ou três vezes a taxa normal. Estima-se que 23 mil britânicos morreram intoxicados.
O tempo ficou muito quente, causando fortes tempestades com grandes pedras de granizo que teriam matado o gado, até que a neblina se dissipasse no outono. O inverno de 1783-1784 foi muito severo, o naturalista Gilbert White, em Selborne em Hampshire, Inglaterra, relatou 28 dias de geada contínua. Estima-se que o inverno extremo tenha causado mais 8 mil mortes no Reino Unido. Durante o degelo da primavera, a Alemanha e a Europa Central registraram danos severos devido à inundações.
O impacto meteorológico de Laki continuou, contribuindo significativamente para vários anos de clima extremo na Europa. Na França, a sequência de eventos climáticos extremos danificou uma colheita excedente em 1785 que causou pobreza para os trabalhadores rurais, bem como secas, invernos rigorosos e verões. Esses eventos contribuíram significativamente para o aumento da pobreza e da fome que pode ter contribuído para a Revolução Francesa em 1789. Laki foi apenas um fator em uma década de mudanças climática, já que o vulcão Grímsvötn também entrou em erupção de 1783 a 1785, e podem ter causado um efeito El Niño excepcionalmente forte de 1789 a 1793.

### Consequências na América do Norte
Na América do Norte, o inverno de 1784 foi o mais longo e o mais frio já registrado. Foi o período mais longo de temperaturas abaixo de zero na Nova Inglaterra, com o maior acúmulo de neve em Nova Jersey, e o congelamento mais longo da Baía de Chesapeake, onde está Annapolis, Maryland, até então capital dos Estados Unidos. O mal tempo atrasou os congressistas que estavam indo a Annapolis para votar no Tratado de Paris, que encerrou formalmente a Guerra de Independência Americana. Uma enorme nevasca atingiu o sul, o rio Mississippi congelou em Nova Orleans e houve relatos de blocos de gelo no Golfo do México.